# قلام ألبي
القُلام الألبي (باللاتينية: Sarcocornia alpini) نوع نباتي ينتمي إلى جنس القلام من الفصيلة القطيفية.

## الموئل والانتشار
موطنه إسبانيا والبرتغال.

## الوصف النباتي
نبات عصاري.